# Edward Henry Palmer
Edward Henry Palmer (7 d'agost de 1840 - agost de 1882), conegut com a E.H. Palmer, va ser un orientalista i explorador anglès.

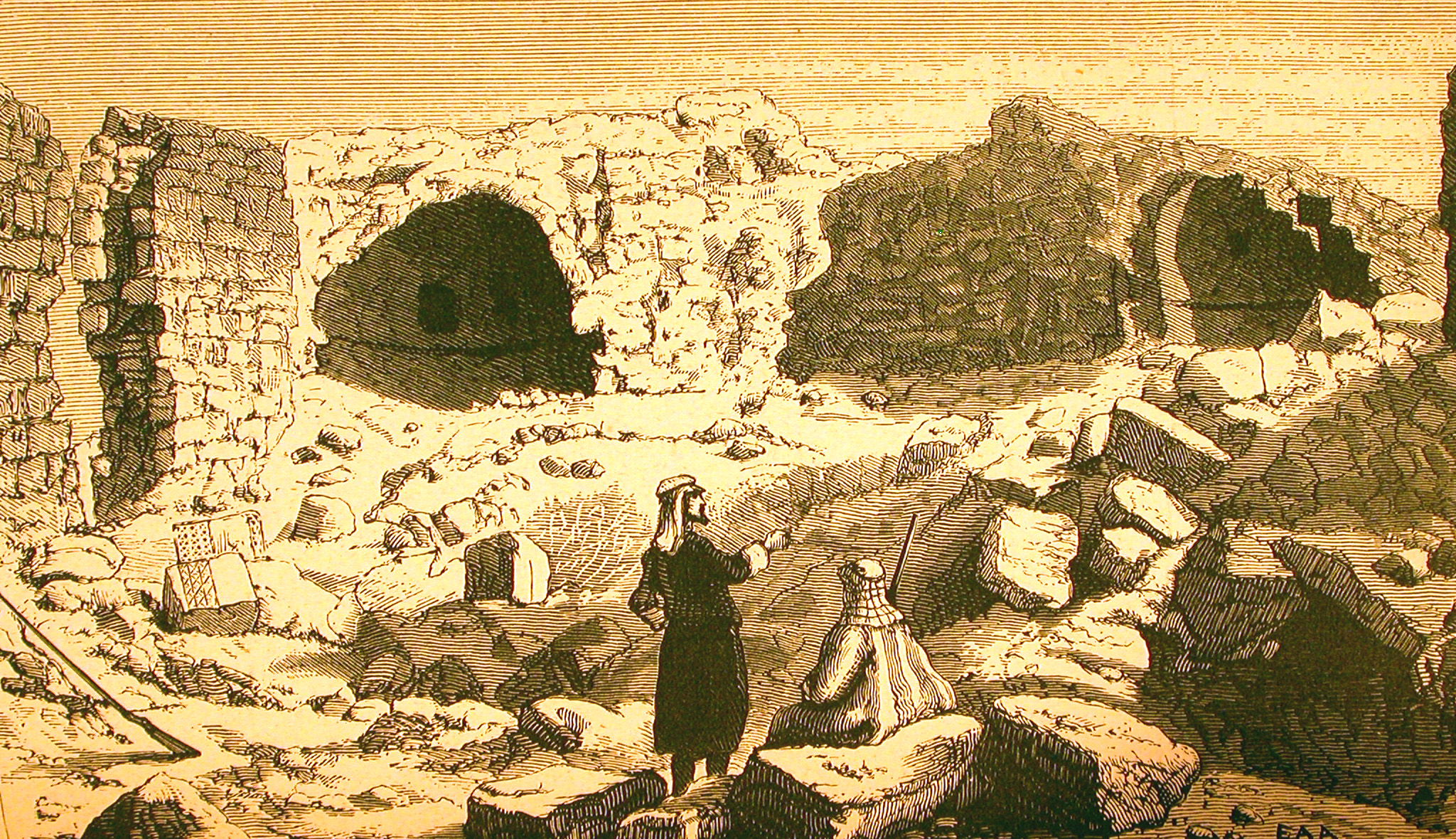
Ruïnes d'una església a El'Aujeh (actual Tel Nitzana) al desert del Nègueb il·lustrat per Palmer (1872) a The Desert of the Exodus.

## Biografia
Palmer va néixer a Green Street, Cambridge, fill d'un mestre d'escola privada. Va quedar orfe a una edat primerenca i va ser educat per una tia. Va ser educat a la Perse School, i ja d'estudiant va mostrar una especial inclinació en aprendre la llengua romaní i una gran familiaritat amb la vida del poble gitano. En acabar l'escola, va ser enviat a Londres, on va treballar com a oficinista. A Palmer no li agradava aquesta vida, i la va variar aprenent francès i italià, principalment freqüentant la companyia d'estrangers allà on els podia trobar.
El 1859 va tornar a Cambridge, on gairebé va morir de tuberculosi. Va fer una recuperació miraculosa, i el 1860, mentre pensava en començar una nova vida, va coincidir amb Sayyid Abdallah, professor d'hindustànic a Cambridge, sota la influència del qual va començar els seus estudis orientals. Va matricular-se a St John's College el novembre de 1863, i el 1867 va ser nomenat becari a causa dels seus assoliments com a orientalista, especialment en farsi i hindustànic.
Durant la seva residència a St John, va catalogar els texts persa, àrab i turc a la biblioteca universitària, i a les biblioteques de Kings College, Trinity. El 1867 va publicar un tractat sobre misticisme oriental, basat en el Maksad-i-Aksa d'Aziz ibn Mohammad Nafasi. El 1869 fou contractat per unir-se a l'enquesta de la península del Sinaí, es va unir al Fons per a l'Exploració de Palestina, i seguí aquest treball l'any següent explorant el desert d'El-Tih en companyia de Charles Drake. Van completar aquest viatge a peu i sense escorta, fent amics entre els beduïns, que coneixien Palmer com a Abdallah Effendi.

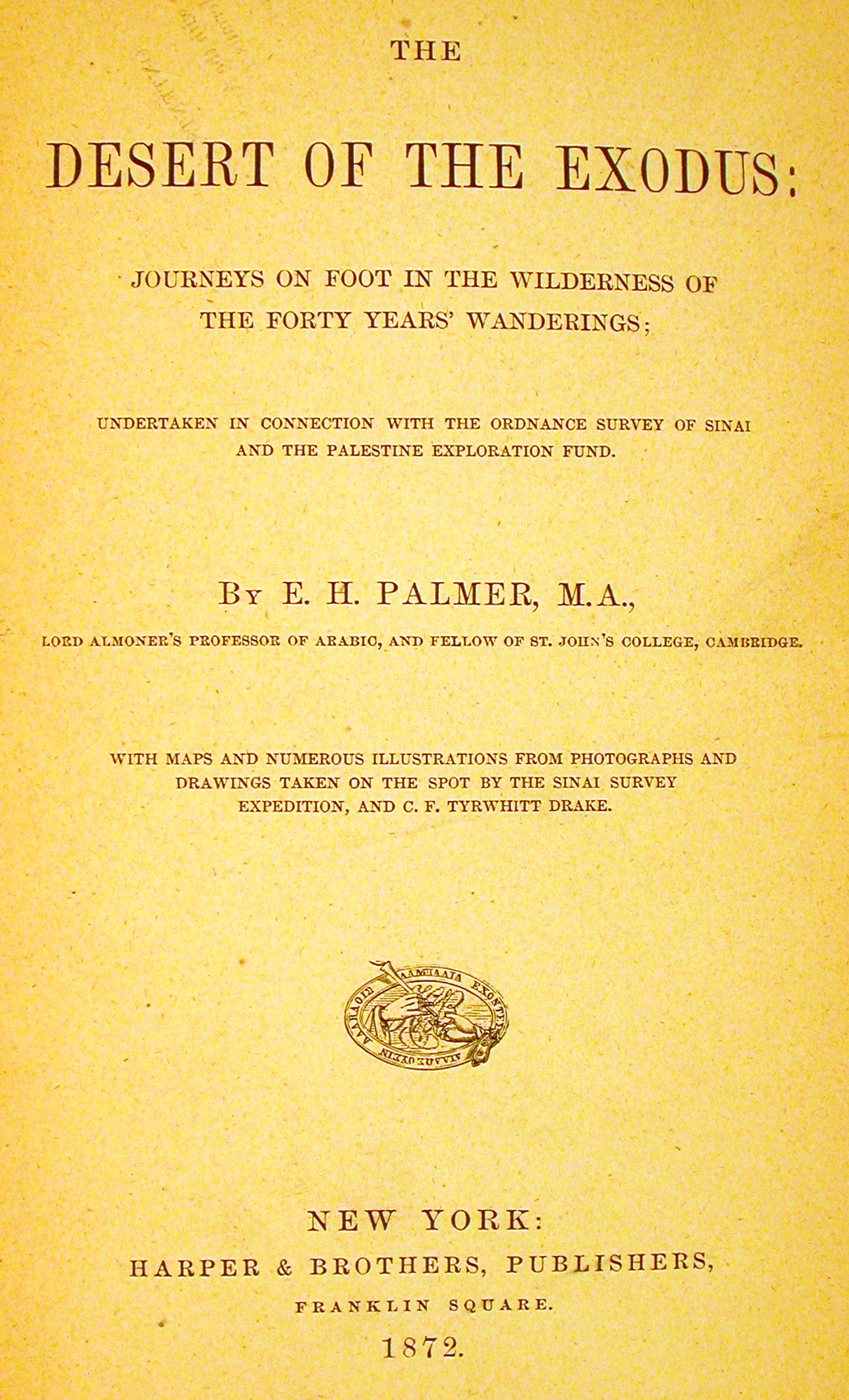
Pàgina frontal de The Desert of the Exodus (1872) de Palmer.

Després d'una visita al Líban i a Damasc, on va conèixer Sir Richard Burton, aleshores cònsol allà, va tornar a Anglaterra el 1870 a través de Constantinobla i Viena. A Viena hi va trobar Arminius Vambéry. Els resultats d'aquesta expedició van aparèixer a The Desert of the Exodus (1871); en un informe publicat al Journal of the Palestine Exploration Fund (1871); i en un article sobre les sectes secretes de Síria a Quarterly Review (1873).
El novembre de 1871 fou nomenat Lord Almoner's Professor of Arabic de la Universitat de Cambridge, es va casar i es va establir com a docent. El seu salari era baix, i els seus afers es van complicar amb la llarga malaltia de la seva esposa, que va morir el 1878. El 1881, dos anys després del seu segon matrimoni, va deixar Cambridge i es va unir al personal del "Standard" per escriure sobre temes no polítics. Va ser cridat a la barra anglesa el 1874.
A principis de 1882, el govern va demanar Palmer que anés a l'est i que ajudés l'expedició a Egipte per la seva influència sobre els àrabs del desert d'El-Tih. Va ser instruït, pel que sembla, per evitar que els xeics àrabs s'unissin als rebels egipcis i assegurar la seva no ingerència amb el Canal de Suez. Va anar a Gaza sense escorta; va travessar el desert fins a Suez, una exploració de singular audàcia; i va tenir un gran èxit en les seves negociacions amb els beduïns. Va ser nomenat intèrpret en cap per a la força a Egipte, i des de Suez va ser enviat de nou al desert amb el capità William John Gill i el tinent de bandera Harold Charrington per adquirir camells i obtenir la lleialtat dels "xeics" amb considerables presents de diners. En aquest viatge, ell i els seus companys van ser emboscats i assassinats (agost de 1882). Les seves restes van ser recuperades pels esforços de l'aleshores coronel Sir Charles Warren, i enterrat a la Catedral de Saint Paul.

## Obres

### Llibres
Les millors qualitats de Palmer van aparèixer en els seus viatges, especialment en les aventures heroiques dels seus últims viatges. La seva brillant erudició es mostra més aviat en les obres que va escriure en farsi i en altres llengües orientals que en els seus llibres anglesos, que generalment estaven escrites sota pressió. El seu ensenyament era completament oriental i no tenia les qualitats crítiques de l'escola moderna d'aprenentatge oriental a Europa. Totes les seves obres mostren una gran gamma lingüística i un talent molt versàtil; però no va deixar cap monument literari permanent digne dels seus poders.
Els seus principals escrits són:
- The Desert of the Exodus (1871)
- Poems of Beha-ed-Din (Ar. and Eng., 1876–1877)
- Arabic Grammar (1874)
- Jerusalem, the city of Herod and Saladin (1871), per Walter Besant i Palmer (l'últim va escriure la part extreta de fonts àrabs)
- Persian Dictionary (1876) i English and Persian Dictionary (posthumous, 1883)
- Una traducció a l'anglès de l'Alcorà (1880) per la sèrie Sacred Books of the East.

### Manuals de llengua i gramàtica àrab
- Edward Henry Palmer. The Arabic manual: Comprising a condensed grammar of both the classical and modern Arabic; reading lessons and exercises, with analyses; and a vocabulary of useful words.  W.H. Allen & co., 1881, p. 315 [Consulta: 6 juliol 2011].
- E H Palmer. The Arabic manual: comprising a condensed grammar of both the classical and modern Arabic, reading lessons and exercises, with analyses, and a vocabulary of useful words. 2a edició.  W. H. Allen, 1885, p. 315 [Consulta: 6 juliol 2011].
- Edward Henry Palmer. A grammar of the Arabic language.  W.H. Allen, 1874, p. 414 [Consulta: 6 juliol 2011].
- Edward Henry Palmer. A grammar of the Arabic language.  W.H. Allen & Co., 1874, p. 414 [Consulta: 6 juliol 2011].
- Edward Henry Palmer. A grammar of the Arabic language, 1874 [Consulta: 6 juliol 2011].
- Edward Henry Palmer. A grammar of the Arabic language. Harvard University.  W.H. Allen & Co., 1874, p. 414 [Consulta: 6 juliol 2011].

### Articles
Nombrosos articles a Encyclopædia Britannica, 9a edició (1875-89) i 19a edició (1902-03), com els Firdawsí, Hàfidh, Ibn Khaldun i Legerdemain.